# 岡大介 (演歌師)
岡 大介（おか たいすけ、1978年8月13日 - ）は、東京都出身、在住の演歌師、フォークシンガー。 落語協会所属。出囃子は『スーダラ節』。

## 人物
カンカラ三線を手に、演歌師の添田唖蝉坊、添田知道親子の作品をはじめとする明治大正演歌（演説歌）のほか、日本の古き良き曲を伝えるべく歌っている。
また、ボーイズバラエティ協会に所属し芸人としても活動。浅草フランス座演芸場東洋館や各種落語会にも出演している。
2022年12月より落語協会準会員となり、九代目林家正蔵門下の内輪に加わり、2023年12月から落語協会正会員に移行。同協会の定席寄席にも出演している。

## CD
- かんからそんぐ〜添田唖蝉坊・知道をうたう〜（岡大介・小林寛明）2008年/オフノート AUR-10
- かんからそんぐ2〜詩人・有馬敲をうたう〜（岡大介・小林寛明）2010年/オフノート AUR-20
- かんからそんぐ3〜籠の鳥・鳥取春陽をうたう〜（岡大介）2015年/オフノート AUR-21
- にっぽんそんぐ～外国曲を吹き飛ばせ～（岡大介・武村篤彦・仲井信太郎）2018年/オフノート AUR-25
- かんからそんぐ4〜演歌師・添田啞蟬坊生誕150年記念/カンカラ三線ひきがたり〜（岡大介）2022年/オフノート　AUR-28

## 著書
- 『カンカラ鳴らして、政治を「演歌」する』（2021年/dZERO）

## メディア

### テレビ
- NHK「知る楽」〜反骨・路上芸人の歌〜（2009年）
- NHK「こんにちはいっと６けん」（2010年）
- TBS「Nスタ」（2013年）
- TOKYO MX「ニッポン・ダンディ」〜トップ オブ ザ ダンディ〜（2014年）

### ラジオ
- NHK「ラジオビタミン」（2010年）
- NACK5「富澤一誠エイジフリーミュージック」（2010年〜）
- TBS「永六輔の土曜ワイド」（2011年）
- 文化放送「浜美枝のいつかあなたと」（2012年）
- TOKYO FM「玉川太福オンザプラネット」（2019年〜）
- 文化放送「アーサービナード午後の三枚おろし」（2021年）

### 新聞
日本経済新聞、朝日新聞、毎日新聞、共同通信、中日新聞、東京新聞、北海道新聞、河北新報、北國新聞、岐阜新聞、沖縄タイムス、しんぶん赤旗、東京民放、うたごえ新聞、他